# 군협지
《군협지》(群俠誌)는 중국무협소설가 와룡생이 쓴 무협소설이다. 원제는 옥차맹(玉釵盟)이다.
옥차맹은 와룡생이 1960년에 다섯번 째로 발표한 소설로서 대만의 일간지 중앙일보(中央日報)에 연재되었는데 옥차맹이 연재되는 동안 큰 인기를 누려 옥차맹증후군(玉釵盟症候群)이라는 신조어가 생길 정도로 큰 성공을 거두었다. 1959년에 발표한 비연경룡의 성공과 이어 옥차맹의 성공은 와룡생을 중국무림의 태두(泰斗)로 자리매김하게 하였다.
옥차맹은 1966년 한국내에서 군협지라는 제목으로 처음 번역 출판된 후 2008년 현재까지 최소한 18번 이상 재간이 이루어져 중국무협지 중에서 가장 많이 출판된 유명한 무협소설이다. 군협지라는 이름 외에도 비호지(飛虎誌), 군웅지(群雄誌) 등으로 출간되었다. 무협애호가들에게 무협지의 정수로 지금까지 기억되며 가장 큰 사랑을 받고 있는 군협지는 단연 중국무협소설의 최고 걸작으로 인정받고 있다.
옥차맹이란 제목은 자의소녀 소차차가 서원평의 가짜 무덤에 한옥차(寒玉釵)를 함께 묻으며 맹세를 한데서 따온 것이다.

## 주요 등장인물
- 서원평(徐元平)
- 소차차(蕭姹姹)
- 정령
- 역천행
- 신개종도

## 주요 내용
약관의 소년인 서원평은 부모님의 피맺힌 원수를 갚기 위해서 혼자서 소림사로 침입하여 절세무공인 달마역근경을 훔치려 한다.
당대 최고의 고수인 혜공대사의 진전을 얻은 서원평과 천하제일의 지혜를 가진 자의소녀가 착정검과 고독지묘의 비밀을 하나씩 풀어간다.

## 대한민국 번역서 현황
- 군협지(群俠誌) 1966 김일평(金一平) 5권 民衆書館
- 비호지(飛虎誌) 1967 천세욱 3권 불이출판사
- 군협지(群俠誌) 1967 삼신서적
- 소년군협지 1968 10권 문정출판사
- 군협지(群俠誌) 8권 대호출판문화사
- 군웅지(群雄誌) 1970 서정출판사
- 군웅지(群雄誌) 1971 명지사
- 정무문(精武門) 1974 4권 인창서관
- 군협지(群俠誌) 1974 오행각
- 군협지(群俠誌) 1977 8권  민중서관
- 군협지(群俠誌) 1977 삼신서적
- 군협지(群俠誌) 1981 범양사
- 군웅지(群雄誌) 1986 진유성 영한문화사
- 군웅지(群雄誌) 1992 덕성문화사
- 군협지(群俠誌) 1993 민병권 5권 예문각
- 군협지(群俠誌) 1997 이영호 8권 비전21
- 군협지(群俠誌) 2000 8권 E-BOOK 바로북
- 군협지(群俠誌) 2002 이선순 10권 생각의나무

## 번역서 정보
- 무협지 중에서 가장 많이 재간되었으며 대부분의 재간은 처음 번역한 김일평씨의 번역본을 손본 것들이다.
- 비호지는 김일평씨가 번역한 판본을 보고 줄여서 낸 책이 아니라 천세욱씨가 따로 번역하여 편집한 책이다. 비호지는 1974년 인창서관에서 정무문(精武門)으로 재간되었다.